# Pour toujours (Kaprálová)
Pour les articles homonymes, voir Pour toujours.
Pour toujours (en tchèque : Navždy), op. 12, est un cycle de mélodies de la compositrice tchèque Vítězslava Kaprálová écrit entre 1936 et 1937.

## Contexte
Vítězslava Kaprálová commence la composition de Pour toujours par la mélodie Les Mains (en tchèque : Ruce) le 26 novembre 1936. Le 12 et 13 février avec Qu'est mon chagrin (en tchèque : Čím je můj žal) et Pour toujours. Ces deux dernières œuvres expriment, comme beaucoup d'œuvres du moment, le départ de chez soi. Les Mains est écrite sur un texte de Jaroslav Seifert. Ces deux mélodies sont composées sur des textes de Jan Čarek et chantent, selon Ludvík Kundera, « un ardent amour pour le pays natal ». Le cycle est joué et radiodiffusé le 3 octobre.

## Structure
Le cycle se compose de trois mélodies :
1. Qu'est mon chagrin
2. Pour toujours
3. Les Mains

## Analyse

### Qu'est mon chagrin
Qu'est mon chagrin est de forme lied. La première section est marquée par des accords brisés qui oscillent entre espoir et angoisse de l'inconnu. La partie centrale est notée poco animato en si majeur. Il y a déjà une utilisation poussée du rythme lombard ainsi que de la seconde majeure descendante que l'on retrouve dans Adieu et mouchoir un peu plus tard et qui reprend le thème de l'au-revoir à Prague.

### Pour toujours
La deuxième mélodie présente une structure A-B-A'-B' et une polytonalité instable mais qui tourne autour de fa. Cette mélodie a un style beaucoup plus déclamatoire tout en ayant une instrumentation qui évoque les vagues sous-entendues dans le poème. Nicolas Derny décrit cette mélodie comme très expressive et confinant au mélodrame.

### Les Mains
La troisième et dernière mélodie est de forme durchkomponiert autour de ré. L'accompagnement se fait en quintolets réguliers. La première strophe se conclue dans un style parlando qui tranche avec le début de la seconde strophe. La troisième strophe commence par une descente mélodique qui souligne encore le sens des mots alors que le piano sonne le glas que le narrateur ou la narratrice avoue ne pas avoir entendu. La fin de la mélodie s'effectue sur un ré majeur extatique.